# Crepaccio

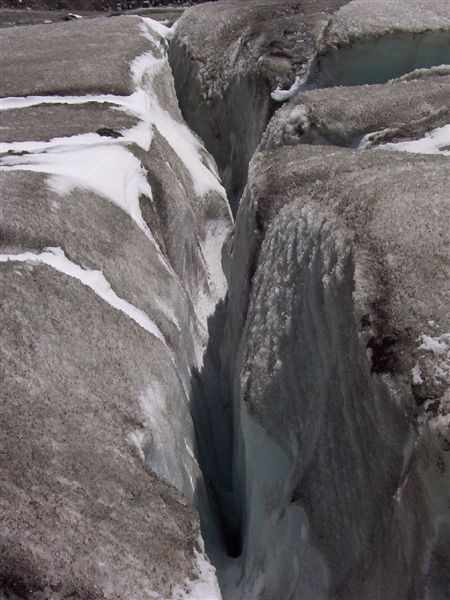
Un crepaccio nel ghiacciaio del Großglockner in Austria

Un crepaccio (peggiorativo e accrescitivo di crepa) è un'alterazione geomorfologica della superficie di un suolo, di una roccia o di un ghiacciaio; con il termine si indica in genere una fenditura profonda e di grandi dimensioni. Si forma per effetto di uno squilibrio tra forze di natura contrastanti quali ad esempio lo scivolamento per gravità che supera localmente la forza di coesione del mezzo.

## Crepacci glaciali
Nel caso di un ghiacciaio, la massa glaciale, nel suo movimento verso valle, determina delle grosse tensioni in profondità parallele al flusso del ghiaccio: queste tensioni differenziali (di pressione o di distensione), a seconda soprattutto della conformazione del terreno e della diversa velocità di scorrimento, trovano sfogo in superficie formando le fenditure dei crepacci, che possono essere profonde a volte fino a 50 m e larghe qualche metro. Di norma è difficile che la profondità superi i 30 m, dato che a tale livello il ghiaccio è piuttosto plastico. Un altro modo in cui si può formare un crepaccio è dovuto alle tensioni di taglio provocate dal contatto della colata con le pareti rocciose laterali.
I crepacci possono essere pericolosi per gli alpinisti in quanto spesso sono nascosti da un sottile e precario strato nevoso (il "ponte di neve").

### Tipologia dei crepacci glaciali

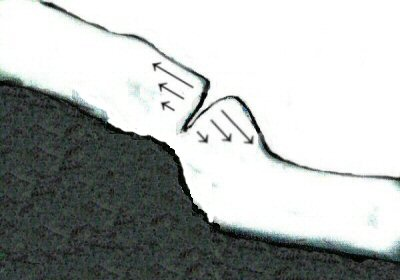
Crepaccio a V

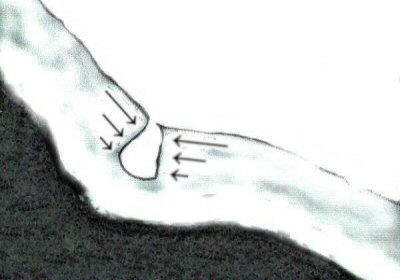
Crepaccio a campana

I crepacci di un ghiacciaio vallivo o di circo si possono classificare in base a diversi parametri:
Posizione
- crepacce o crepacciate terminali (Bergschrund)
- crepacci marginali o periferici (formati da una parete di ghiaccio e una di roccia)
- crepacci centrali
- crepacci frontali
Disposizione
- trasversali (si formano trasversalmente alla colata di ghiaccio, arcuati e concavi verso valle)
- longitudinali (si formano in direzione della colata a seconda del suo restringimento/allargamento)
- obliqui (si formano ai lati a contatto con la roccia)
Quando la colata, seguendo la conformazione del suolo, forma un'ansa (una curva) più o meno accentuata si creeranno delle tensioni differenziali che formeranno crepacci
- caotici (complementari a quelli radiali, si formano lungo la curvatura minore della colata laddove vi è un processo compressivo)
- radiali (complementari a quelli caotici, si formano in direzione radiale lungo la curvatura maggiore della colata laddove vi è un processo distensivo)
Forma
A seconda della conformazione del letto glaciale, si avranno crepacci di due diversi tipi.
- "crepacci a V" (larghi in superficie e gradualmente stretti verso il fondo a causa della porzione di suolo sottostante convessa che produrrà nella colata sovrastante tensioni distensive che crescono gradualmente fino a un massimo in superficie)
- "crepacci a campana" (al contrario dei precedenti, sono stretti in superficie e si allargano man mano verso il fondo a causa della porzione di suolo sottostante concavo che produrrà una compressione che cresce man mano che si arriva in superficie).

## Rischi
I crepacci costituiscono un rischio concreto nella pratica dell'escursionismo, alpinismo d'alta quota e sci alpinismo su ghiacciaio per la possibile caduta della persona all'interno di esso, specie se nascosto da una coltre superficiale di neve. Per evitare ciò, oltre alla conoscenza dettagliata della morfologia del ghiacciaio da parte delle guide alpine e degli escursionisti, la tecnica che abitualmente si usa è l'attraversamento multiplo in cordata del ghiacciaio in modo tale che un eventuale caduta del singolo possa essere arrestata dal peso/inerzia degli altri escursionisti.